# أندرو بيكنل
أندرو بيكنل (بالإنجليزية: Andrew Bicknell)‏ هو ممثل بريطاني، ولد في 17 يونيو 1956 في تونتون في المملكة المتحدة.

## وصلات خارجية
- أندرو بيكنل على موقع IMDb (الإنجليزية)
- أندرو بيكنل على موقع قاعدة بيانات الفيلم (الإنجليزية)